# 프랭크 랜절리
프랭크 랜절리(Frank Renzulli, 1958년 2월 21일 ~ )는 미국의 배우, 작가, 영화 프로듀서, 각본가, 텔레비전 배우, 영화배우이다.

## 방송
- 해리스 로우 시즌2
- 소프라노스 시즌1
- 더 프랙티스 시즌1

## 영화
- 파이터 (2010년)
- 더 프랙티스 시즌1 (1997년)
- 아빠는 나의 영웅 (1994년)
- 아틀란틱의 꿈 (1991년)
- 워락 (1989년)
- 히든 (1987년)